# Tomatares pardalis
Tomatares pardalis is een insect uit de familie van de mierenleeuwen (Myrmeleontidae), die tot de orde netvleugeligen (Neuroptera) behoort. 
Tomatares pardalis is voor het eerst wetenschappelijk beschreven door Fabricius in 1781.